# Robot Odyssey
Robot Odyssey - приключенческая игра, изданная The Learning Company в 1984 году. Выпущена на платформах Apple II, TRS-80 Color Computer, и DOS. Её называют самой сложной игрой всех времён.

## Предыстория
Игрок готовится ко сну, и, конечно же, в тот же момент проваливается сквозь пол в подземный город роботов Роботрополис. Игра начинается в канализации города с тремя программируемыми роботами и игрок должен пробираться к верхней части города, чтобы найти дорогу домой.

## Игровой процесс
Цель игры - программировать и управлять тремя роботами (четвертый даётся на последнем уровне), чтобы выбраться из Роботрополиса, запутанного подземного города, заполненного сотнями комнат с головоломками, которые необходимо решать, чтобы продвинуться дальше. Город состоит из пяти уровней возрастающей сложности, требующих создания все более сложных роботов.
В игру входит учебник (Tutorial) и робототехническая лаборатория (Innovation lab).
Все три робота, за исключением их цвета и начально заданной программы, одинаковы внутри. Они оснащены четырьмя двигателями и датчиками бампера, манипулятором, радиоантенной (для связи с другими роботами), батареей и перископом для использования во время перемещения внутри робота.
На протяжении игры перед игроком возникают различные задачи, требующие от него программировать имеющихся у него роботов. Это делается путем составления цифровых схем, состоящих из логических элементов и триггеров внутри роботов. Задачи и головоломки варьирует от навигации в простом лабиринте и извлечения предметов до сложных задач, в которых требуется взаимодействие и общение между двумя или более роботами. Хоть игрок и может ездить внутри роботов, большинство проблем связаны с роботами, которые действуют автономно и не могут быть дополнены игроком внутри (и, на лету, просто переоборудуют своего робота для выполнения задания).
В схемы роботов также можно подключать микросхемы, что обеспечивает удобный и воспроизводимый способ программирования. Различные заранее запрограммированные чипы разбросаны по всему городу и варьируют от сложных схем, таких как чип обхода по стенам, который можно использовать для перемещения по лабиринтам и коридорам (один из которых подключен в роботе в начале игры) до часов и счетчиков. Игрок должен выяснить, как работают эти чипы, поскольку единственная информация о каждом чипе - краткое, а иногда и загадочное описание. Кроме того, есть предопределенные файлы чипов, хранящиеся на разных дисках, содержащих игру, которые могут быть загружены в чипы. Доступные чипы, хранящиеся в этом режиме, различаются в зависимости от используемого порта или версии игры.
Лабораторию инноваций можно использовать для проверки схем в роботах или создания новых чипов. Чипы, созданные в лаборатории, можно загружать и использовать в основной игре. Загрузка чипов в основной игре приведет к стиранию предыдущей логики, хранящейся в чипе.
Хоть игра и рекомендуется для возраста от 10 лет и старше, она может оказаться довольно сложной даже для взрослых. С точки зрения образовательной ценности, игра учит основным понятиям электротехники и цифровой логики в целом.

## Похожие игры
Движок игры был написан Уорреном Робинеттом, а его варианты использовались во многих графических приключенческих играх The Learning Company того времени, в том числе Rocky's Boots, Gertrude's Secrets, Gertrude's Puzzles и Think Quick!, все они похожи, но легче чем Robot Odyssey. Геймплей и визуальный дизайн были позаимствованы из известной видеоигры для Atari 2600 от Робиннета, Adventure.
Carnage Heart включает в себя программирование меха, который затем сражается без какого-либо участия пользователя.
MindRover от Cognitoy - относительно недавняя игра, похожая по духу на Robot Odyssey, но использует различные концепции программирования в своем игровом процессе.
ChipWits от Doug Sharp и Mike Johnston, игра для компьютеров Apple II, Macintosh и Commodore 64 похожа как по теме, так и по реализации, хотя интерфейс программирования робота отличается.
В последние годы Epsitec Games создали Colobot и Ceebot для Windows, которые во многих отношениях являются духовными преемниками Robot Odyssey. В этих играх игроку предстоит программировать для решения головоломок. Вместо того, чтобы использовать логические вентили, переключатели и т. д., Эти две игры вместо этого обучают игрока основам объектно-ориентированного программирования, такого как Java, C++ или C#.
One Girl One Laptop productions создал духовного преемника под названием «Ворота», который использует те же логические головоломки, что и Robot Odyssey.
Существует также клон, написанный на Java, Droidquest, который содержит все уровни оригинальной игры, а также дополнительный секретный уровень.

## В других источниках
- Escape from Robotropolis - 1988 книга Fred D'Ignazio, издательство TOR (ISBN 0-312-93081-X)